# Karl-Heinz Kunde
Pour les articles homonymes, voir Kunde (homonymie).
Karl-Heinz Kunde ou Karl-Heinz Künde, est un coureur cycliste allemand, né le 6 janvier 1938 à Cologne et mort le 15 janvier 2018 dans la même ville[réf. nécessaire].
Professionnel de 1962 à 1973, il participe à six Tours de France. Il porte pendant quatre étapes le maillot jaune du Tour de France 1966 de la 12e étape (Revel) à la 16e étape (Briançon). Du fait de sa petite taille, 1,59 mètre, il est surnommé le nain jaune pendant cette période.

## Biographie
Karl-Heinz Kunde commence sa carrière de cycliste en 1959. Cette année-là, il termine quatrième du championnat d'Allemagne sur route amateurs. En 1960, il se révèle lors du Tour d'Autriche, où il gagne la quatrième étape et termine septième et meilleur allemand du classement général. Il obtient en 1961 son premier titre national en devenant champion d'Allemagne sur route amateurs. La même année, il participe également au Tour de l'Avenir, où il termine à la quatrième place. Il a moins de réussite lors du championnat du monde sur route, où il abandonne après seulement deux tours.
Avec un contrat avec l'équipe allemande Afri-Cola-Rabeneick, il devient l'un des plus petits coureurs professionnels du haut de son 1,59 mètre. Après une année sans résultats probants, il s'adjuge le championnat d'Allemagne de la montagne en 1963. Il répète cette victoire en 1970. Lors du Tour de Luxembourg 1963, il gagne une étape, mais termine seulement 14e du classement général. Lors de la Flèche wallonne, il se classe 41e.
En 1964, il participe à deux grandes épreuves du cyclisme sur route : les championnats du monde sur route et le Tour de France. Alors qu'il abandonne au début des mondiaux, il termine 16e de son premier Tour. Les championnats du monde ne lui ont jamais vraiment réussi. En huit participations, il ne termine que deux fois la course. En 1965, il obtient une excellente cinquième place. En six participations au Tour de France, il abandonne à deux reprises. En 1966 il se classe neuvième, le meilleur résultat de sa carrière. En outre, il porte pendant quatre étapes le maillot jaune.
Il termine également 24e du Tour d'Italie 1968. Il participe au Tour de Suisse de 1968 à 1972, se classant dixième en 1968. Dans les dernières années de sa carrière, Karl-Heinz Kunde découvre les grandes classiques :  Liège-Bastogne-Liège 1972 (25e), Paris-Roubaix 1973 (19e) et Milan-San Remo 1973 (86e).
Il prend part également à des épreuves de cyclo-cross. Entre autres, il participe aux championnats du monde de la discipline en 1969 et 1972, où il termine respectivement 18e et 21e. Lors du championnat d'Allemagne de cyclo-cross, il termine à quatre reprises sur le podium, sans pouvoir remporter le titre. Il prend part en outre à plusieurs courses de six jours sur piste.
À l'issue de la saison 1973 disputée au sein de l'équipe allemande Ha-Ro, Karl-Heinz Kunde met un terme à sa carrière de cycliste. Il dirige par la suite un magasin de vélo à Cologne.

## Palmarès sur route

### Palmarès amateur
- 1960
  - 4e étape du Tour d'Autriche
- 1961
  -  Champion d'Allemagne sur route amateurs

### Palmarès professionnel
- 1963
  -  Champion d'Allemagne de la montagne
  - 3e étape du Tour de Luxembourg
- 1964
  - 3e du championnat d'Allemagne de la montagne
- 1965
  - 2e du Tour des Flandres B
  - 3e du Critérium du Dauphiné libéré
  - 5e du championnat du monde sur route
- 1966
  - 2e du championnat d'Allemagne de la montagne
  - 9e du Tour de France
- 1968
  - 10e du Tour de Suisse
- 1970
  -  Champion d'Allemagne de la montagne
- 1972
  - 4eb étape de Paris-Nice (contre-la-montre par équipes)

### Résultats sur les grands tours

#### Tour de France
6 participations 
- 1964 : 16e
- 1965 : 11e
- 1966 : 9e,  maillot jaune pendant 4 jours
- 1967 : abandon (2e étape)
- 1968 : abandon (20e étape)
- 1972 : 20e

#### Tour d'Italie
2 participations 
- 1967 : abandon
- 1968 : 24e

#### Tour d'Espagne
1 participation 
- 1965 : abandon (17e étape)

## Palmarès en cyclo-cross
- 1968-1969
  - 3e du championnat d'Allemagne de cyclo-cross
- 1970-1971
  - 2e du championnat d'Allemagne de cyclo-cross
- 1971-1972
  - 2e du championnat d'Allemagne de cyclo-cross
- 1972-1973
  - 2e du championnat d'Allemagne de cyclo-cross